# Vous descendez ?
 (mars 2017).
Si vous disposez d'ouvrages ou d'articles de référence ou si vous connaissez des sites web de qualité traitant du thème abordé ici, merci de compléter l'article en donnant les références utiles à sa vérifiabilité et en les liant à la section « Notes et références ».
Vous descendez ? (titre original : A Long Way Down) est un roman de l'écrivain britannique Nick Hornby originellement publié en 2005.

## Thème
C'est une comédie noire traitant du thème du suicide et de la dépression. 

## Adaptation
Le roman est adapté au cinéma en 2013 par Pascal Chaumeil sous le nom A Long Way Down,.  